# Adobe InDesign
Adobe InDesign – program komputerowy służący do projektowania, łamania, składania i przygotowywania do druku materiałów poligraficznych – szczególnie wydawnictw wielostronicowych i o skomplikowanej strukturze. Stworzony został od podstaw przez amerykańską korporację Adobe, acz z wykorzystaniem idei składu zaproponowanego w pierwszym profesjonalnym programie DTP Ventura Publisher w końcu lat 80. XX w.
Pod koniec lat 90. XX w. Adobe starała się stworzyć skuteczną konkurencję dla dominującego wtedy na rynku DTP programu QuarkXPress firmy Quark Inc. Początkowo starano się tego dokonać na bazie wykupionego wraz z firmą Aldus programu PageMaker, klasyka cyfrowego składu, jednak nie był on w stanie spełnić oczekiwań użytkowników konkurencyjnego Quarka. Dopiero InDesign (określany w trakcie prac programistycznych jako K2, czyli Quark killer – ang. zabójca Quarka) stanowił realną alternatywę na rynku profesjonalnych programów DTP.
InDesign już w pierwszych wersjach zawierał w sobie przeważającą większość możliwości edycyjnych ze współczesnych mu wersji Quarka, a dodatkowo wiele innych, ze szczególnym uwzględnieniem rozbudowanego edytora tekstu. Jednocześnie był wyposażony w mechanizmy pozwalające na bliską współpracę z dwoma innymi programami Adobe – Photoshopem (grafika rastrowa) i Illustratorem (grafika wektorowa). W ten sposób firma Adobe stworzyła wszechstronny pakiet oprogramowania w dziedzinie DTP. InDesign nie był jednak pozbawiony niedoskonałości, jak choćby braku możliwości poprawnego sortowania indeksów w językach innych niż wersja programu czy problemach z obsługą fontów różnych typów o tych samych nazwach.
W 2007 r. została wydana 5 wersja programu, dostępna jako część (choć nie wyłącznie) pakietu Creative Suite 3. Wersja dla systemów Macintosh jest pierwszą przeznaczoną do pracy na komputerach Apple z procesorami Intel lub PowerPC.
InDesign obecnie jest jednym z bardziej popularnych programów do komputerowego składu i łamania tekstu, niemniej do wielu zastosowań użyteczniejsze okazują się być inne aplikacje. Na platformie Macintosh powszechny w użyciu jest QuarkXPress (obecnie w wersji 9), a na platformie komputerów IBM PC stosowane są takie aplikacje jak Adobe FrameMaker, rzadziej Corel VENTURA i Broadvision Quicksilver.
Wersje, które ukazały się w ramach kolejnych pakietów graficznych:
- InDesign 1.0 (nazwa kodowa: Shuksan, then K2): 31 sierpnia 1999
- InDesign 1.0J (nazwa kodowa: Hotaka): Japanese support
- InDesign 1.5 (nazwa kodowa: Sherpa): kwiecień 2001
- InDesign 2.0 (nazwa kodowa: Annapurna): styczeń 2002 (tuż przed ukazaniem się QuarkXPress 5). 1 wersja na Mac OS X z możliwością obsługi przeźroczystości i cieni
- InDesign CS (nazwa kodowa: Dragontail): październik 2003 na Windows XP
- InDesign CS2 (4.0) (nazwa kodowa: Firedrake): maj 2005
- InDesign Server (nazwa kodowa: Bishop): październik 2005
- InDesign CS3 (5.0) (nazwa kodowa: Cobalt): kwiecień 2007. Pierwsza binarna wersja dostępna na Macintosha z procesorami intela
- InDesign CS3 Server (nazwa kodowa: Xenon): maj 2007
- InDesign CS4 (6.0) (nazwa kodowa: Basil): październik 2008
- InDesign CS4 Server (nazwa kodowa: Thyme)
- InDesign CS5 (7.0) (nazwa kodowa: Rocket): kwiecień 2010
- InDesign CS5.5 (7.5) (nazwa kodowa: Odin): kwiecień 2011
- InDesign CS6 (8.0) (nazwa kodowa: Athos): 23 kwietnia 2012
- InDesign CC (9.0) – czerwiec 2013
- InDesign CC (9.1) – sierpień 2013
- InDesign CC (9.2) – styczeń 2014
- InDesign CC (2014) – październik 2014